# Radio El Sembrador
Radio El Sembrador es una radioemisora chilena de la ciudad de Chillán, perteneciente a la Diócesis de Chillán. Es la primera estación radial en la ciudad, cuya editorial es dependiente de la Iglesia católica.

## Historia

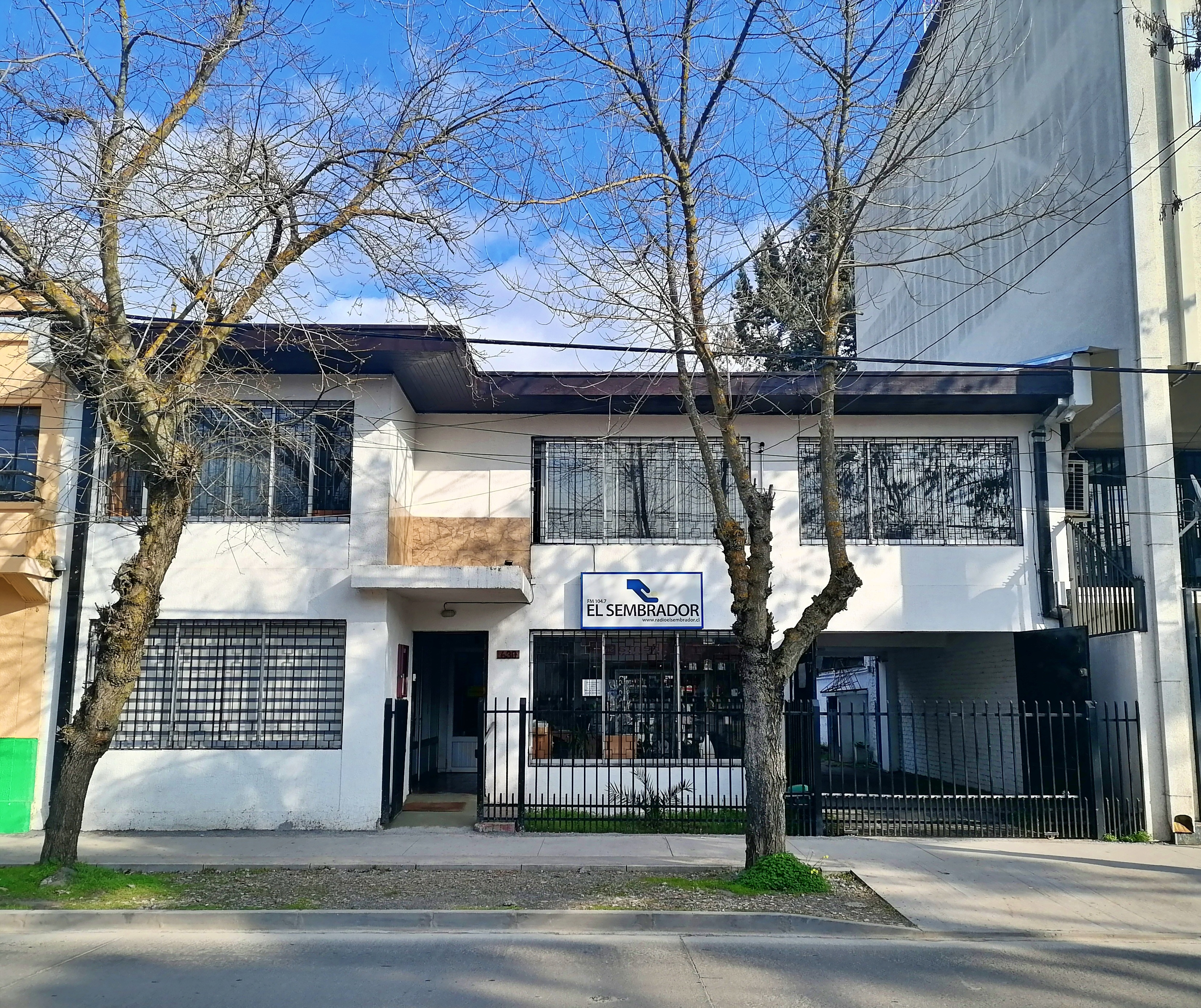
Edificio de la Radio El Sembrador

Fue fundada el 1 de diciembre de 1978 en Chillán, en la señal 1440 AM, por el entonces obispo Francisco José Cox Huneeus. Desde su creación hasta el año 2005 perteneció a Radio Chilena, luego de esa fecha, pasó a pertenecer a la Fundación de Comunicaciones El Sembrador.
Previo y durante el Plebiscito nacional de Chile de 1988, su eslogan fue "La radio del plebiscito".
Sus intenciones de trasladar su señal a frecuencia modulada se llevaron a cabo en 1999, cuando emitieron las elecciones presidenciales de Chile de 1999 de manera experimental, para luego en el año 2000 transmitir oficialmente en la frecuencia 104.7 FM, señal que antiguamente usaba la Radio Aurora en la ciudad, y que también dependía de Radio Chilena. Ya en 2004, la transmisión de la radioemisora es habilitada en internet y consigo es creada su página web.
Tras el Terremoto de Chile de 2010 es una de la primera estación radial en restablecer su señal bajo la ayuda de equipos electrógenos, realizando una transmisión ininterrumpida por cuarenta y ocho horas, y sirviendo a la comunidad como lugar de acopio de alimentos. Desde ese entonces, su eslogan fue "La radio de las emergencias" dado a su constante conexión con la Oficina Nacional de Emergencia del Ministerio del Interior.